# Abby Erceg
Abby May Erceg (Whangarei, 20. studenog 1989.) novozelandska je nogometašica maorsko-hrvatskih korijena.